# رحلة فضائية مدارية

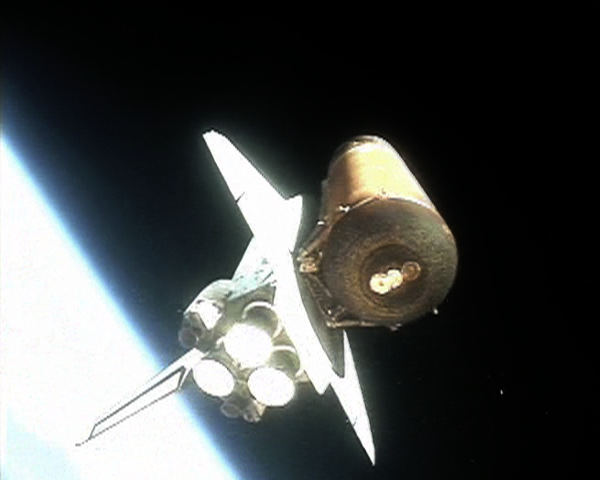

رحلة فضائية مدارية (أو رحلة مدارية) هي رحلة فضائية على متن مركبة فضائية في مسار تستطيع من خلاله البقاء في الفضاء لمدار واحد على الأقل. لإطلاق رحلة فضائية حول الأرض، يجب أن يكون مسارها حرًا بحيث يصل ارتفاعها في نقطة الحضيض (أقل ارتفاع) إلى أكثر من 100 كيلومتر (62 ميل). هذا الشرط على الأقل بالاستناد إلى اصطلاح واحد، وهو حدود الفضاء. نحتاج لإبقاء الرحلة في مدار بهذا الارتفاع إلى سرعة مدارية تبلغ 7.8 كيلومتر/ثانية. مع أن السرعة المدارية المطلوبة تنقص بالنسبة للمدارات الأكثر ارتفاعًا، لكن يتطلب الوصول إلى هذه السرعة «دلتا في» كبيرًا. 
وبأخذ مقاومة الغلاف الجوي للموائع بعين الاعتبار، فإنّ أقل ارتفاع يمكن أن يكمل فيه جسم دورة مكتملة واحدة على الأقل في مدار دائري من دون أي قوة دافعة له هو 150 كيلومترًا (93 ميلًا).
غالبًا ما يُستخدم التعبير «رحلة فضائية مدارية» لتمييزه عن الرحلات الفضائية دون المدارية، وفيها تصل المركبة إلى الفضاء عند نقطة الأوج الخاصة بها (أعلى ارتفاع)، لكن نقطة حضيضها منخفضة جدًا.

## الإطلاق المداري
تُطلق الرحلات الفضائية المدارية من الأرض فقط عن طريق مركبات الإطلاق التي تستخدم المحركات الصاروخية لتزودها بقوة الدفع. يجب أن ينقل الصاروخ للحمولة  مقدار «دلتا في» يبلغ حوالي 9.3 – 10 كيلومتر/ثانية من أجل بلوغ المدار. يبلغ هذا الرقم في الأساس (حوالي 7.8 كيلومتر/ثانية) بالنسبة للتسارع الأفقي الواجب من أجل الوصول إلى سرعة مدارية، لكنه يسمح بمقاومة الغلاف الجوي للموائع (300 متر/ثانية تقريبًا مع معامل قذف يبلغ 20 مترًا لمركبة طويلة ثقيلة مزودة بالوقود)، ومقاومة المائع للجاذبية (يعتمد على وقت الاحتراق وتفاصيل المسار ومركبة الإطلاق)، وبزيادة الارتفاع.
تشمل التقنية الرئيسية المُستخدمة الإطلاق بشكل قريب من العمودي لعدة كيلومترات أثناء إجراء مناورة انعطاف الجاذبية، ثم تسطيح المدار تدريجيًا على ارتفاع أكثر من 170 كيلومتر، وزيادة تسارع المسار الأفقي (مع زاوية الصاروخ إلى الأعلى لمقاومة الجاذبية والحفاظ على الارتفاع) لمدة 5 – 8 دقائق من الاحتراق حتى الوصول إلى السرعة المدارية. يتطلب حاليًا من 2-4 مراحل لبلوغ قيمة «دلتا في» المطلوبة. تعتمد معظم عمليات الإطلاق على نظام الإطلاق المستهلك.
يُستعمل صاروخ بيغاسوس لإطلاق الأقمار الاصطناعية الصغيرة عوضًا عن إطلاقها من طائرات على ارتفاع 39000 قدم (12 كيلومترًا).
اقتُرحت العديد من الطرق لتحقيق رحلات فضائية مدارية بتكلفة أوفر من الصواريخ. تشمل هذه الأفكار مصعد الفضاء، والروتوفيتور، وهي تتطلب مواد جديدة أقوى من أي مواد نعرفها اليوم. تشمل الأفكار المُقترحة الأخرى المُسرّعات الأرضية مثل حلقة الإطلاق، والطائرات الفضائية/ المركبات المدعومة بالصواريخ مثل مركبة الفضاء سكايلون ذات المحركات التفاعلية، والمحرك النفاث الفرطي الذي يمد الطائرات الفضائية بالطاقة، و آر بي سي سي الذي يمد الطائرات الفضائية بالطاقة. واقتُرحت أيضًا البندقية الفضائية لإطلاق الحمولة.
أثبتت شركة سبيس إكس تقدمًا كبيرًا في سعيها الدؤوب منذ العام 2015 لتخفيض تكلفة الرحلة الفضائية المدارية. تستمد الشركة إمكاناتها في تخفيض التكلفة بشكل رئيسي من خلال عملية الهبوط الرائدة المُعتمدة على قوة الدفع باستخدام مرحلة المعززات الصاروخية القابلة لإعادة الاستعمال، بالإضافة إلى كبسولة دراغون الخاصة بالشركة، وأيضًا إعادة استخدام المكونات الأخرى مثل غطاء الحمولة، واستخدام السبائك الفائقة في عملية الطباعة ثلاثية الأبعاد لبناء محركات صاروخية أكثر كفاءة، مثل محركها سوبر دراكو. يمكن أن تقلل المراحل الأولية من هذه التحسينات تكلفة الإطلاق المداري فيما يتعلق بالحجم.